# Xã St. Croix, Quận Hettinger, Bắc Dakota
Xã St. Croix (tiếng Anh: St. Croix Township) là một xã thuộc quận Hettinger, tiểu bang Bắc Dakota, Hoa Kỳ. Năm 2010, dân số của xã này là 34 người.